# Escobar: El Patrón del Mal
Escobar: El Patrón del Mal (titolo internazionale: Pablo Escobar, The Drug Lord; conosciuto anche come Pablo Escobar: El Patrón del Mal) è una telenovela colombiana del 2012 prodotta e trasmessa dall'emittente Caracol TV, basata sulla vita vera di Pablo Escobar, il famoso signore della droga. È disponibile solamente in lingua spagnola, ma esistono una versione con sottotitoli (in inglese, italiano e altre lingue).
La serie fu trasmessa da Caracol TV dal 28 maggio al 1 Novembre 2012 nei weekend alle 21:30. Dal 2012 la serie fu trasmessa dalle emittenti Telemundo e Telesudamérica, principalmente nella fascia serale, ma anche nel pomeriggio. La durata degli episodi era di un'ora oppure di 30 minuti a seconda del palinsesto dell'emittente.

## Trama
La serie inizia e termina con i drammatici ultimi momenti di vita di Pablo Escobar, prima di essere colpito a morte dagli agenti della Polizia Nazionale della Colombia, mentre tentava la fuga dall'abitazione di un parente. Segue un flashback su un momento della sua infanzia a Valle de Aburra, Colombia, dove Pablo viene deriso dal cugino Gonzalo e dal fratello maggiore Peluche mentre attraversa una passerella sul fiume, e viene prontamente soccorso dalla madre, che lo rimprovera per aver pianto. L'influenza della madre sulle scelte di vita di Escobar è rappresentata nel primo episodio e lungo tutta la serie, a partire dall'episodio in cui, scoperto dopo aver rubato il testo di un compito in classe, incitò i compagni alla ribellione in modo da non subire le dirette conseguenze del furto: la madre lo ammonì a fare le cose per bene, quando si fa qualcosa di male.
Mano a mano che Pablo e Gonzalo crescono, si avvicinano al crimine organizzato, diventando guardie ed infine soci d'affari di un noto trafficante, affrontando la Polizia con quello che diventerà il marchio di fabbrica di Escobar "Plata o Plomo", ossia la minaccia rivolta alle forze dell'ordine "accettate la nostra mazzetta o preparatevi ad una sparatoria." Dopo aver rapinato una banca, Pablo e il cugino iniziano anche la loro carriera da assassini, uccidendo un loro vicino, colpevole di averli scoperti. Successivamente, la serie segue le avventure e le disavventure di Pablo nel mondo del crimine organizzato e del narcotraffico, che lo portano a costruire un impero di ricchissimi criminali, in violenta lotta per il potere contro lo Stato colombiano, e infine ad ammazzare politici, giudici, poliziotti, narcotrafficanti alleati o nemici, amanti e comuni cittadini. La trama si concentra sulle contraddizioni di Pablo, nell'essere un buon marito, un cittadino onesto e rispettabile, un politico di sinistra, un amico dei poveri, e un benestante e potente Bandido (un termine tenero, simile a "birbante", per descrivere il suo essere criminale); tutto ciò nella continua lotta per il potere, per la ricchezza e per il sesso.

## Personaggi e interpreti
- Andrés Parra, interpreta Pablo Escobar
  - Mauricio Mejía interpreta Pablo Escobar (da giovane)
- Angie Cepeda interpreta Regina Parejo (Virginia Vallejo)
- Christian Tappan interpreta Gonzalo Gaviria (Gustavo Gaviria)
  - Juan Sebastian Calero interpreta Gustavo Gaviria (da giovane)
- Cecilia Navia interpreta Paty Urreade Escobar (María Victoria Henao)
  - Eileen Moreno interpreta Paty de Escobar (da giovane)
- Vicky Hernández interpreta Enelia (Hermilda Gaviria, la madre di Escobar)
- Linda Lucía Callejas interpreta Enelia (da giovane)
- Nicolás Montero interpreta Luis Carlos Galán
- Marcela Gallego interpreta Gloria Pachón de Galán
- Ernesto Benjumea interpreta Rodrigo Lara Bonilla
- Diana Hoyos interpreta Nancy Restrepo de Lara
- Germán Quintero interpreta Guillermo Cano Isaza
- Helena Mallarino interpreta Ana Maria Busquets de Cano
- Julio Pachón interpreta il colonnello Jairo Jimenez (Jaime Ramírez Gómez)
- Alejandro Martínez interpreta Marcos Hérber (Carlos Lehder)
- Juan Carlos Arango interpreta Gustavo Ramirez el Mariachi (Gonzalo Rodríguez Gacha "el Mexicano")
- Hernán Méndez interpreta il padre di Escobar (Abel de Jesus Escobar)
- Aldemar Correa interpreta Julio Motoa (Fabio Ochoa Vásquez)
- Joavany Alvarez interpreta Pedro Motoa (Jorge Luis Ochoa Vásquez)
- Alejandro Gutierrez interpreta German Motoa (Juan David Ochoa Vásquez)
- Andrea Gomez interpreta Irma Motoa (Martha Nieves Ochoa)
- Andrés Felipe Torres interpreta "El Topo" (Mario Alberto Castaño Molina)
- Anderson Ballesteros interpreta "El chilli" (Jhon Jairo Arias Tascón "Pinina")
- Carlos Benjumea interpreta Carlos Motoa "El Patriarca" (Fabio Ochoa Restrepo)
- César Mora interpreta "El Alguacil"
- Toto Vega interpreta il senatore Alfonso Santorini (Alberto Santofimio)
- Carlos Mariño interpreta "Marino" (John Jairo Velasquez Vasquez "Popeye")
- Luces Velasquez interpreta "Graciela Rojas" (Griselda Blanco)
- Fabián Mendoza interpreta César Gaviria Trujillo
- Susana Torres interpreta Nikki Polanía (Maria Jimena Duzán)
- Tiberio Cruz interpreta "Diego Pizano" (Carlos Pizarro Leongómez)
- Orlando Valenzuela interpreta Bernardo Jaramillo Ossa

## Distribuzione

### In Colombia
- Date di trasmissione e nomi degli episodi, basati sul palinsesto dell'emittente Caracol TV.

| Data di messa in onda | Share | Titolo Episodio                                                   | Episodio |
| --------------------- | ----- | ----------------------------------------------------------------- | -------- |
| 28 maggio 2012        | 26.9  | "Enelia le da sus primeros consejos a Pablo"1                     | 01       |
| 29 maggio 2012        | 26.7  | "Pablo comienza a jugar con candela"2                             | 02       |
| 30 maggio 2012        | 23.0  | "Pablo Escobar huye de la cárcel"                                 | 03       |
| 31 maggio 2012        | 23.5  | "Pablo se entrega a las autoridades"                              | 04       |
| 1º giugno 2012        | 21.4  | "Pablo y Gonzalo inauguran la hacienda 'Nápoles                   | 05       |
| 4 giugno 2012         | 24.1  | "Una nueva fuerza armada nace"                                    | 06       |
| 5 giugno 2012         | 21.5  | "Pablo Escobar tiene su primer encuentro con la política"         | 07       |
| 6 giugno 2012         | 22.3  | "Pablo Escobar quiere ser miembro del Congreso de la república"   | 08       |
| 7 giugno 2012         | 23.4  | "Paty por poco descubre las andanzas de Pablo"                    | 09       |
| 8 giugno 2012         | 18.6  | "A Escobar se le facilita su incursión en la política"            | 10       |
| 12 giugno 2012        | 21.6  | "Regina Parejo aparece en la vida de Pablo Escobar"               | 11       |
| 13 giugno 2012        | 19.0  | "Escobar es elegido como 'honorable' representante a la Cámara"   | 12       |
| 14 giugno 2012        | 19.3  | "Escobar busca ser el 'Robin Hood criollo                         | 13       |
| 15 giugno 2012        | 15.8  | "Un duro debate pone en jaque a Rodrigo Lara"                     | 14       |
| 19 giugno 2012        | 16.9  | "Galán le pide una explicación a Lara"                            | 15       |
| 20 giugno 2012        | 15.5  | "El Ministro sorprende al país con sus declaraciones"             | 16       |
| 21 giugno 2012        | 17.3  | "La Policía desmantela Tranquilandia"                             | 17       |
| 22 giugno 2012        | 15.5  | "Pablo Escobar emprende su venganza"                              | 18       |
| 25 giugno 2012        | 16.8  | "Atentado acaba con la vida de Rodrigo Lara"                      | 19       |
| 26 giugno 2012        | 17.7  | "El magnicidio de Lara causa conmoción en el país"                | 20       |
| 27 giugno 2012        | 16.1  | "Tras las huellas de los criminales"                              | 21       |
| 28 giugno 2012        | 15.7  | "Pablo y Gonzalo llegan a Panamá"                                 | 22       |
| 29 giugno 2012        | 12.6  | "Escobar no se sale con la suya"                                  | 23       |
| 3 luglio 2012         | 15.9  | "En busca de 'protección' y aliados"                              | 24       |
| 4 luglio 2012         | 13.8  | "A Escobar sus propios hombres lo empiezan a traicionar"          | 25       |
| 5 luglio 2012         | 14.9  | "Prueba reina definiría la extradición"                           | 26       |
| 6 luglio 2012         | 13.5  | "El MR-2O ejecuta la Toma del Palacio de Justicia"                | 27       |
| 9 luglio 2012         | 15.1  | "Ola de terror en contra de jueces"                               | 28       |
| 10 luglio 2012        | 15.2  | "La Policía, tras las huellas de Herber"                          | 29       |
| 11 luglio 2012        | 16.1  | "Asesinan al Magistrado Zuluaga"                                  | 30       |
| 12 luglio 2012        | 17.8  | "Jiménez se protege ante las amenazas"                            | 31       |
| 13 luglio 2012        | 13.4  | "Declaran inexequible la extradición"                             | 32       |
| 16 luglio 2012        | 14.5  | "Los extraditables' buscan la manera de ser juzgados en Colombia" | 33       |
| 17 luglio 2012        | 15.8  | "En busca de la prueba reina"                                     | 34       |
| 18 luglio 2012        | 15.3  | "Atentan contra el corresponsal de El Espectador"                 | 35       |
| 19 luglio 2012        | 13.6  | "El Coronel Jiménez corre peligro"                                | 36       |
| 23 luglio 2012        | 14.2  | "Muere vilmente el Coronel Jiménez"                               | 37       |
| 24 luglio 2012        | 15.6  | "El país, horrorizado con la muerte del Coronel Jiménez"          | 38       |
| 25 luglio 2012        | 14.0  | "La Policía inspecciona la Hacienda Nápoles"                      | 39       |
| 26 luglio 2012        | 14.1  | "La vida de Cano está en peligro"                                 | 40       |
| 27 luglio 2012        | 13.8  | "Guillermo Cano es asesinado"                                     | 41       |
| 30 luglio 2012        | 14.9  | "El país llora la muerte de Cano"                                 | 42       |
| 31 luglio 2012        | 13.6  | "La prensa rechaza el asesinato de Cano"                          | 43       |
| 1º agosto 2012        | 13.7  | "La maldad de Escobar traspasa fronteras"                         | 44       |
| 2 agosto 2012         | 13.8  | "Escobar quiere asesinar a Herber"                                | 45       |
| 3 agosto 2012         | 11.5  | "A Escobar le conviene tener vivo a Herber"                       | 46       |
| 6 agosto 2012         | 11.8  | "Marcos Herber es capturado por la Policía"                       | 47       |
| 8 agosto 2012         | 13.2  | "Escobar burla a las autoridades"                                 | 48       |
| 9 agosto 2012         | 13.0  | "Escobar 'vende' a sus propios hombres"                           | 49       |
| 10 agosto 2012        | 11.8  | "Mauricio, muy cerca de descubrir la traición de Pablo"           | 50       |
| 13 agosto 2012        | 14.1  | "Escobar le entrega un 'falso positivo' a Pedregal"               | 51       |
| 14 agosto 2012        | 13.5  | "Escobar anuncia una nueva guerra"                                | 52       |
| 15 agosto 2012        | 13.4  | "Explotan petardos en Drogas El Rebajón"                          | 53       |
| 16 agosto, 2012       | 12.5  | "Pedro Motoa es detenido"                                         | 54       |
| 17 agosto 2012        | 12.6  | "El Cartel de Cali prepara un atentado contra Escobar"            | 55       |
| 21 agosto 2012        | 13.1  | "El 'Marino' asesina a Yesenia"                                   | 56       |
| 22 agosto 2012        | 13.5  | "Motoa es dejado en libertad"                                     | 57       |
| 23 agosto 2012        | 13.2  | "Atentan contra Pablo Escobar y su familia"                       | 58       |
| 24 agosto 2012        | 13.7  | "Escobar no deja que su cabeza tenga precio"                      | 59       |
| 27 agosto 2012        | 13.8  | "Secuestran a Andrés Pastrana"                                    | 60       |
| 28 agosto 2012        | 13.9  | "Escobar le da la cara a Pastrana"                                | 61       |
| 29 agosto 2012        | 12.3  | "La guerra se recrudece entre el Estado y los narcos"             | 62       |
| 30 agosto 2012        | 13.8  | "Anuncian el asesinato del Procurador General de la Nación"       | 63       |
| 31 agosto 2012        | 12.4  | "La furia y los celos, los peores enemigos de Escobar"            | 64       |
| 3 settembre 2012      | 14.1  | "Pablo Escobar desata toda su ira"                                | 65       |
| 4 settembre 2012      | 13.4  | "El 'Mariachi' prepara un plan siniestro"                         | 66       |
| 5 settembre 2012      | 12.9  | "Nuevas víctimas del terror de Pablo Escobar"                     | 67       |
| 6 settembre 2012      | 13.2  | "El Coronel Quintana no tiene salida"                             | 68       |
| 7 settembre 2012      | 11.6  | "El Coronel Quintana es asesinado"                                | 69       |
| 10 settembre 2012     | 13.7  | "Pese a las advertencias, Galán decide ir a Soacha"               | 70       |
| 12 settembre 2012     | 13.0  | "El crimen que hizo reaccionar al país"                           | 71       |
| 13 settembre 2012     | 12.6  | "El país se conmociona con la pérdida de este valiente"           | 72       |
| 14 settembre 2012     | 12.1  | "El Gobierno se compromete a dar con los asesinos"                | 73       |
| 17 settembre 2012     | 12.7  | "Ana María Cano busca la seguridad de El Espectador"              | 74       |
| 18 settembre 2012     | 13.5  | "Atentan contra El Espectador"                                    | 75       |
| 19 settembre 2012     | 12.3  | "El Espectador sigue adelante"                                    | 76       |
| 20 settembre 2012     | 14.3  | "Cae el primer miembro de la familia de Escobar"                  | 77       |
| 21 settembre 2012     | 12.4  | "Escobar ordena dos grandes atentados"                            | 78       |
| 24 settembre 2012     | 14.1  | "Peraza recibe un sobre bomba"                                    | 79       |
| 25 settembre 2012     | 12.6  | "Un cruel y atroz atentado conmociona a Colombia"                 | 80       |
| 26 settembre 2012     | 13.4  | "Atentan contra el edificio del DAI"                              | 81       |
| 27 settembre 2012     | 12.6  | "El 'narcoterrorismo' no triunfará"                               | 82       |
| 28 settembre 2012     | 10.9  | "El grupo élite, tras las huellas del 'Mariachi                   | 83       |
| 1º ottobre 2012       | 14.9  | "El Grupo élite y el 'Mariachi' se enfrentan"                     | 84       |
| 2 ottobre 2012        | 15.9  | "Las autoridades dan de baja al 'Mariachi                         | 85       |
| 3 ottobre 2012        | 13.2  | "Escobar envía un mensaje al Gobierno"                            | 86       |
| 4 ottobre 2012        | 13.6  | Los extraditables' aceptan el llamado de paz"                     | 87       |
| 5 ottobre 2012        | 12.0  | "Cancelan las negociaciones de paz"                               | 88       |
| 8 ottobre 2012        | 13.9  | "Escobar le pone precio a los policías"                           | 89       |
| 9 ottobre 2012        | 13.4  | "Cae otro candidato presidencial"                                 | 90       |
| 10 ottobre 2012       | 15.4  | "Escobar emprende la guerra contra Pabón"                         | 91       |
| 11 ottobre 2012       | 13.9  | "Escobar revela las intenciones de las Autodefensas"              | 92       |
| 17 ottobre 2012       | 14.6  | "Atentan contra Pizano"                                           | 93       |
| 18 ottobre 2012       | 14.7  | "Pabón recibe una 'jugosa' propuesta"                             | 94       |
| 19 ottobre 2012       | 14.2  | "Cae el 'Chili', la mano derecha de Escobar"                      | 95       |
| 22 ottobre 2012       | 15.7  | "Las autoridades, cada vez más cerca de Escobar"                  | 96       |
| 23 ottobre 2012       | 13.8  | "Escobar se enferma de paludismo"                                 | 97       |
| 24 ottobre 2012       | 12.7  | "Gonzalo Gaviria cae en enfrentamiento con el Grupo élite"        | 98       |
| 25 ottobre 2012       | 14.5  | "Diana Turbay cae en las garras de Pablo Escobar"                 | 99       |
| 26 ottobre 2012       | 12.2  | "Turbay es secuestrada por orden de Escobar"                      | 100      |
| 29 ottobre 2012       | 13.5  | "Maruja y Berenice, víctimas del 'patrón del mal'"                | 101      |
| 30 ottobre 2012       | 13.7  | "Los Motoa están pensando en entregarse"                          | 102      |
| 31 ottobre 2012       | 12.2  | "Diana Turbay muere en su rescate"                                | 103      |
| 1º novembre 2012      | 11.9  | "Un sacerdote será intermediario para la paz"                     | 104      |
| 2 novembre 2012       | 11.5  | "Escobar planea entregarse"                                       | 105      |
| 6 novembre 2012       | 12.0  | "Escobar se entrega a las autoridades"                            | 106      |
| 7 novembre 2012       | 13.3  | "El Cartel de Cali quiere 'negociar' con Escobar"                 | 107      |
| 8 novembre 2012       | 12.6  | "Escobar sigue delinquiendo desde La Catedral"                    | 108      |
| 9 novembre 2012       | 11.8  | "El Gobierno autoriza la creación de un Bloque de Búsqueda"       | 109      |
| 13 novembre 2012      | 12.1  | "Muere 'Caín', otro hombre de Pablo Escobar"                      | 110      |
| 15 novembre 2012      | 12.6  | "Caen poco a poco los hombres de Pablo Escobar"                   | 111      |
| 16 novembre 2012      | 12.8  | "'Los pepes' atentan contra la familia Escobar"                   | 112      |
| 19 novembre 2012      | 17.0  | "La muerte de Pablo Escobar"                                      | 113      |

## Produzione
La serie venne scritta da Camilo Cano e Juana Uribe, rispettivamente vice presidente di Caracol TV e produttore di telenovela. Il padre di Cano, Guillermo Cano, editore del quotidiano El Espectador, fu assassinato da Escobar nel dicembre del 1986. La madre di Uribe, Maruja Pachón, fu rapita su ordine di Escobar, mentre lo zio, il candidato alla Presidenza Luis Carlos Galán, fu ucciso nell'agosto del 1989, sempre su ordine di Escobar.
In base ai dati forniti da Caracol TV, la serie conta 1300 attori e più di 450 location; ogni episodio è costato circa 300 milioni di COP (€ 131'000, £105'000 o US$164'000).

## Accoglienza
Dopo una forte campagna pubblicitaria su Caracol TV e El Espectador, Escobar è stato premiato con indici d'ascolto importanti. Nonostante ciò, molti telespettatori hanno criticato la serie, preoccupati che il pubblico si identificasse maggiormente nei signori della droga invece che nelle persone che li avevano combattuti. Un ricercatore spiegò sul quotidiano di Medellín El Colombiano che la serie non aggiunge nulla alla realtà televisiva "in quanto non ha la forma di documentario" e non affronta "la rigorosa ricerca accademica. Il modello è la fiction e la partecipazione delle vittime non sarebbe altro che un aneddoto. Al contrario, questo tipo di serie alla fine distorce la conoscenza della storia nell'opinione pubblica."
L'indice di ascolto della puntata di Pablo Escobar: El Patrón del Mal del 9 luglio su Telemundo raggiunse quasi 2'200'000 telespettatori.
Premio Tu Mundo 2013: confermati il 27 giugno 2013, i finalisti vennero annunciati il 31 luglio 2013 I vincitori vennero annunciati il 15 agosto 2013.
Premio Tu mundo 2013
| Categoria                   | Nominato                         | Risultato   |
| --------------------------- | -------------------------------- | ----------- |
| Serie dell'anno             | Pablo Escobar, El Patrón del Mal | Candidato/a |
| Miglior attore protagonista | Andrés Parra                     | Candidato/a |
| Migliore momento drammatico | Pablo viene scoperto             | Candidato/a |